# South Burlington
South Burlington è un comune degli Stati Uniti d'America, nella Contea di Chittenden, nello Stato del Vermont. Nel 2000 la popolazione ammontava a 15.814 unità, passate a 17.445 nel 2007.
Fino ad un secolo fa faceva parte della confinante Burlington, oggi città più popolosa della contea e del Vermont.